# 和田潤
和田 潤（わだ じゅん、1973年11月28日 - ）は、千葉県出身の元サッカー選手。

## 来歴
1989年、市立船橋高校に入学。1991年には千葉県選抜として国体に出場し、準優勝。同年度の全国高校選手権ではベスト4（3位）に進出し、同期の高田昌明と共に優秀選手に選出された。1992年に専修大学に進学し、1995年（4年生時）の関東大学リーグ2部で優勝を果たした。
1996年より東京ガスに入社し、同社サッカー部（現FC東京）に社員選手として入部。FWアマラオが負傷により出遅れたこともあって同年開幕戦から先発で起用されると、第3節まで3戦連続得点を挙げ、第4節では記録が途切れるものの第5節から第7節まで再び3試合連続得点を挙げる華々しいデビューを飾った。アマラオの復調以降は途中出場が多くなり、1997年は怪我で開幕に間に合わず、復帰後は主にスーパーサブとして起用される。1998年は怪我でほとんど出場できなかった。
1999年より「FC東京」としてJリーグに参入したが、やはり怪我がちだったことと新戦力の台頭によって出場機会は限られた。チームはJ2で2位となりJ1昇格を果たしたが、この年の12月に和田は戦力外通告を受け東京ガス社員として社業に専念することとなり現役を引退。その後はアマチュアとして東京ガス社内に再組織されたサッカー部や、フットサル等でプレーした。
愛称の“ベン”は、NHK出身の映像ディレクター・和田勉がその由来となっている。

## 所属クラブ
- 千葉北FC (千葉市立宮野木小学校)[1]
- 千葉市立緑が丘中学校[1]
- 船橋市立船橋高等学校
- 専修大学
- 1996年-1999年　東京ガスサッカー部 / 東京ガスフットボールクラブ / FC東京
- クラブ・アトレチコ・レアル・トウキョウ[3]

## 個人成績
| 国内大会個人成績 | 国内大会個人成績 | 国内大会個人成績 | 国内大会個人成績 | 国内大会個人成績 | 国内大会個人成績 | 国内大会個人成績 | 国内大会個人成績 | 国内大会個人成績 | 国内大会個人成績 | 国内大会個人成績 | 国内大会個人成績 |
| 年度             | クラブ           | 背番号           | リーグ           | リーグ戦         | リーグ戦         | リーグ杯         | リーグ杯         | オープン杯       | オープン杯       | 期間通算         | 期間通算         |
| 年度             | クラブ           | 背番号           | リーグ           | 出場             | 得点             | 出場             | 得点             | 出場             | 得点             | 出場             | 得点             |
| 日本             | 日本             | 日本             | 日本             | リーグ戦         | リーグ戦         | リーグ杯         | リーグ杯         | 天皇杯           | 天皇杯           | 期間通算         | 期間通算         |
| ---------------- | ---------------- | ---------------- | ---------------- | ---------------- | ---------------- | ---------------- | ---------------- | ---------------- | ---------------- | ---------------- | ---------------- |
| 1993             | 専修大           |                  |                  | -                | -                | -                | -                | 1                | 0                | 1                | 0                |
| 1996             | 東京ガス         | 9                | 旧JFL            | 27               | 11               | -                | -                | 3                | 5                | 30               | 16               |
| 1997             | 東京ガス         | 9                | 旧JFL            | 24               | 6                | -                | -                | 0                | 0                | 24               | 6                |
| 1998             | 東京ガス         | 9                | 旧JFL            | 5                | 1                | -                | -                | 0                | 0                | 5                | 1                |
| 1999             | FC東京           | 9                | J2               | 18               | 0                | 4                | 0                | 0                | 0                | 22               | 0                |
| 通算             | 日本             | 日本             | J2               | 18               | 0                | 4                | 0                | 0                | 0                | 22               | 0                |
| 通算             | 日本             | 日本             | 旧JFL            | 56               | 18               | -                | -                | 3                | 5                | 59               | 23               |
| 通算             | 日本             | 日本             | 他               | -                | -                | -                | -                | 1                | 0                | 1                | 0                |
| 総通算           | 総通算           | 総通算           | 総通算           | 74               | 18               | 4                | 0                | 4                | 5                | 82               | 23               |